# Rolf Lehmann (Politiker)
Rolf Lehmann (* 12. Mai 1937) ist ein deutscher SPD-Politiker und war Wirtschaftsbürgermeister von Stuttgart.

## Leben
Lehmann machte zunächst eine Ausbildung zum Schriftsetzer. Anschließend war er als Jugend- und Bildungsreferent bei der Evangelischen Kirche tätig. Er leitete zehn Jahre lang das Evangelische Jugendwerk Stuttgart. Im Jahr 1976 wurde er Referent für kirchliche Bildungsarbeit. 1971 wurde er erstmals für die SPD in den Gemeinderat der Landeshauptstadt Stuttgart gewählt.
Lehmann übernahm 1976 den Vorsitz der SPD-Fraktion im Gemeinderat. Im Jahr 1985 wählte ihn der Gemeinderat zum Wirtschaftsbürgermeister. 1992 wechselte Lehmann als Ministerialdirektor ins baden-württembergische Ministerium für Arbeit, Gesundheit und Sozialordnung. Mit der Landtagswahl 1996 ging Lehmann in den Ruhestand.
Während seiner Zeit als Wirtschaftsbürgermeister engagierte er sich vor allem für den Wohnungsbau. Außerdem hatte er den Vorsitz der Aufsichtsräte der Messegesellschaft, der Stuttgarter Wohnungs- und Städtebaugesellschaft sowie der Hafengesellschaft inne. In den Jahren 1997 bis 2000 engagierte sich Lehmann in der „Zukunftskommission Gesellschaft 2000“ der Landesregierung. 1998 bis 2004 leitete er als ehrenamtlicher Vorsitzender das Evangelische Jugendwerk in Württemberg.

## Ehrungen
Im Jahr 2001 erhielt Lehmann die Verdienstmedaille des Landes Baden-Württemberg. 2004 folgte die höchste Auszeichnung der Evangelischen Jugend in Deutschland, das Goldene Kugelkreuz. Im Jahr 2017 folgte die Willy-Brandt-Medaille, die höchste Auszeichnung für SPD-Mitglieder, die sich um die Sozialdemokratie in besonderer Weise verdient gemacht haben.